# Поршія Сімпсон-Міллер
Лукреція Поршія Сімпсон-Міллер (англ. Portia Lucretia Simpson-Miller нар. 12 грудня 1945) — ямайський політичний діяч, лідер Народної національної партії (в опозиції в 2007—2011 роках) і прем'єр-міністр Ямайки у 30 березня 2006 — 11 вересня 2007 року та 5 січня 2012 — 29 лютого 2016 року. Перша жінка прем'єр-міністр в історії Ямайки.
Поршія Сімпсон-Міллер здобула вищу освіту в Маямі (США) за спеціальністю: управління, інформатика, програмування.
Була двічі обрана прем'єр-міністром Ямайки. На виборах, що пройшли 29 грудня 2011 року, Народна національна партія перемогла, здобувши 41 місце з 60 в парламенті.